# Christophe Porcu
Christophe Porcu és un jugador de rugbi a 15 francès, nascut el 5 de maig de 1971 a Mauvesin. Juga al lloc de segona línia amb l'USAP (1,92 m, 118 kg).